# Shesheleti
Shesheleti (en georgiano: შეშელეთი; en abjasio: Шьашьалаҭ, romanizado: Sheshelet) es un pueblo que pertenece a la parcialmente reconocida República de Abjasia, dentro del distrito de Ochamchira, aunque de iure es parte del municipio de Gali de la República Autónoma de Abjasia de Georgia.

## Toponimia
En georgiano, el pueblo a veces se conoce como Pirveli Shesheleti (en georgiano: პირველი შეშელეთი).

## Geografía
Shesheleti se encuentra situada en la costa del mar Negro, a 13 km al este de Ochamchire y a 9 km de Gali. Limita con Achigvara al norte y al oeste; al sureste están Pirveli Gali y Mujuri en el distrito de Tkvarcheli; y en el sur los pueblos Shashikvara y Repo-Etseri del distrito de Gali. La aldea de Meore Shesheleti está bajo la administración del pueblo.

## Historia
Shesheleti fue en el pasado parte de la región histórica georgiana de Mingrelia y desde el siglo XVII de Samurzakán. 
Después del establecimiento de la Unión Soviética, la aldea formó parte de la RASS de Abjasia dentro del distrito de Gali. En este periodo casi toda la población era de nacionalidad georgiana.
Durante la guerra de Abjasia en 1992-1993, la aldea estuvo controlada por las tropas del gobierno georgiano y, después de los combates, la población quedó bajo el dominio separatista de Abjasia.

## Demografía
La evolución demográfica de Shesheleti entre 1886 y 2011 fue la siguiente:
| 531                                                 | 373 |
| (Fuente: Population of Abkhazia since Soviet times) |     |

La población de Shesheleti ha disminuido enormemente tras la guerra de Abjasia pero su composición no ha variado, siendo inmensamente mayoritarios los georgianos étnicos.
|              | 2011      | 2011       |
| Grupo étnico | Población | Porcentaje |
| ------------ | --------- | ---------- |
| Georgianos   | 339       | 90,9%      |
| Abjasios     | 20        | 5,4%       |
| Rusos        | 1         | 0,3%       |
| Ucranianos   | 1         | 0,3%       |
| Armenios     | 1         | 0,3%       |
| Total        | 373       | 100%       |

## Personajes ilustres
- Ilia Vekua (1907-1977): matemático georgiano especializado en ecuaciones diferenciales parciales e integrales singulares, funciones analíticas generalizadas y la teoría matemática de la mecánica de sólidos deformables.